# 聯邦聯盟

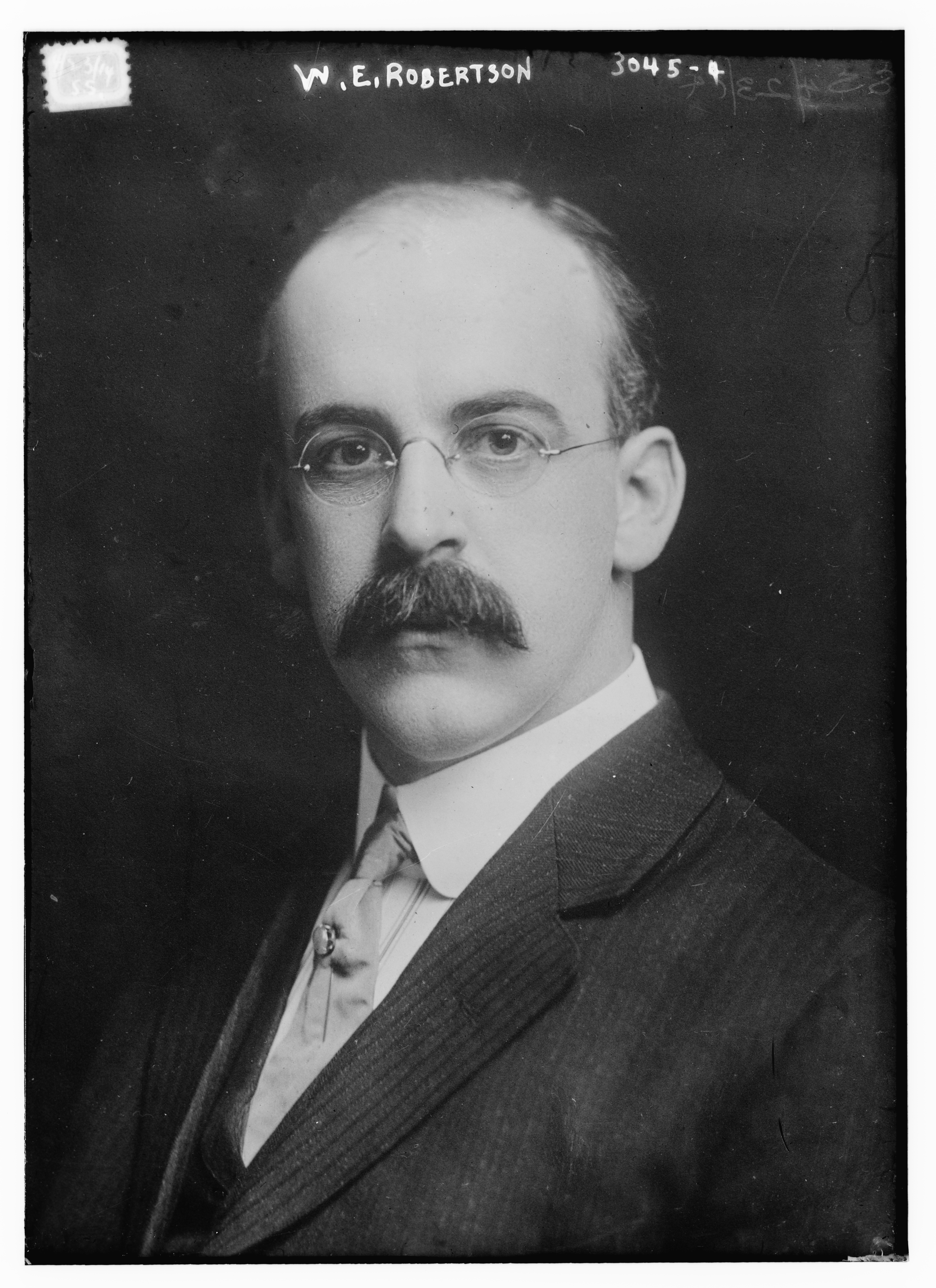
水牛城藍人隊的主席威廉·E·羅伯森

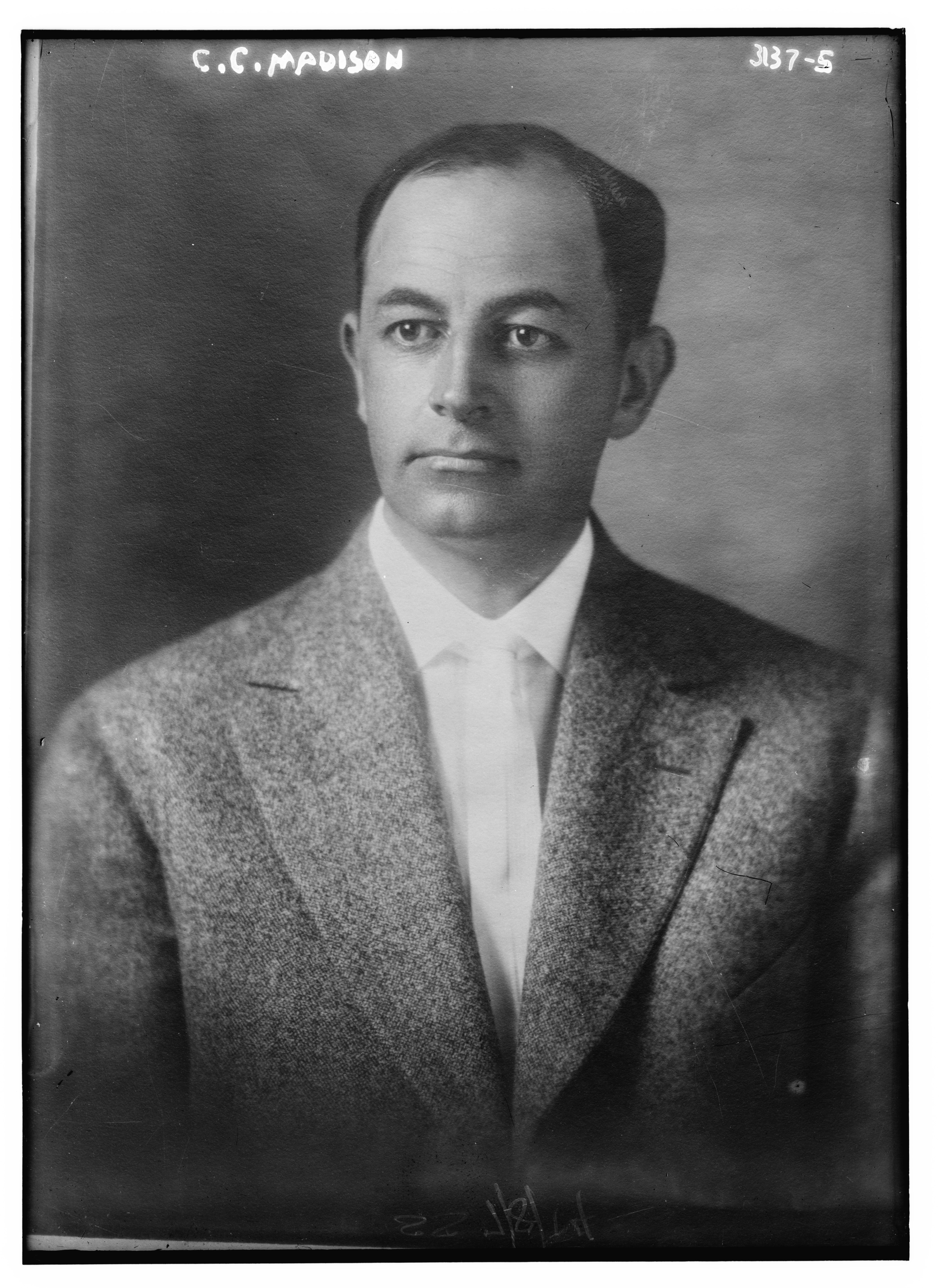
堪薩斯市包裝工隊的老闆C·C·麥迪遜

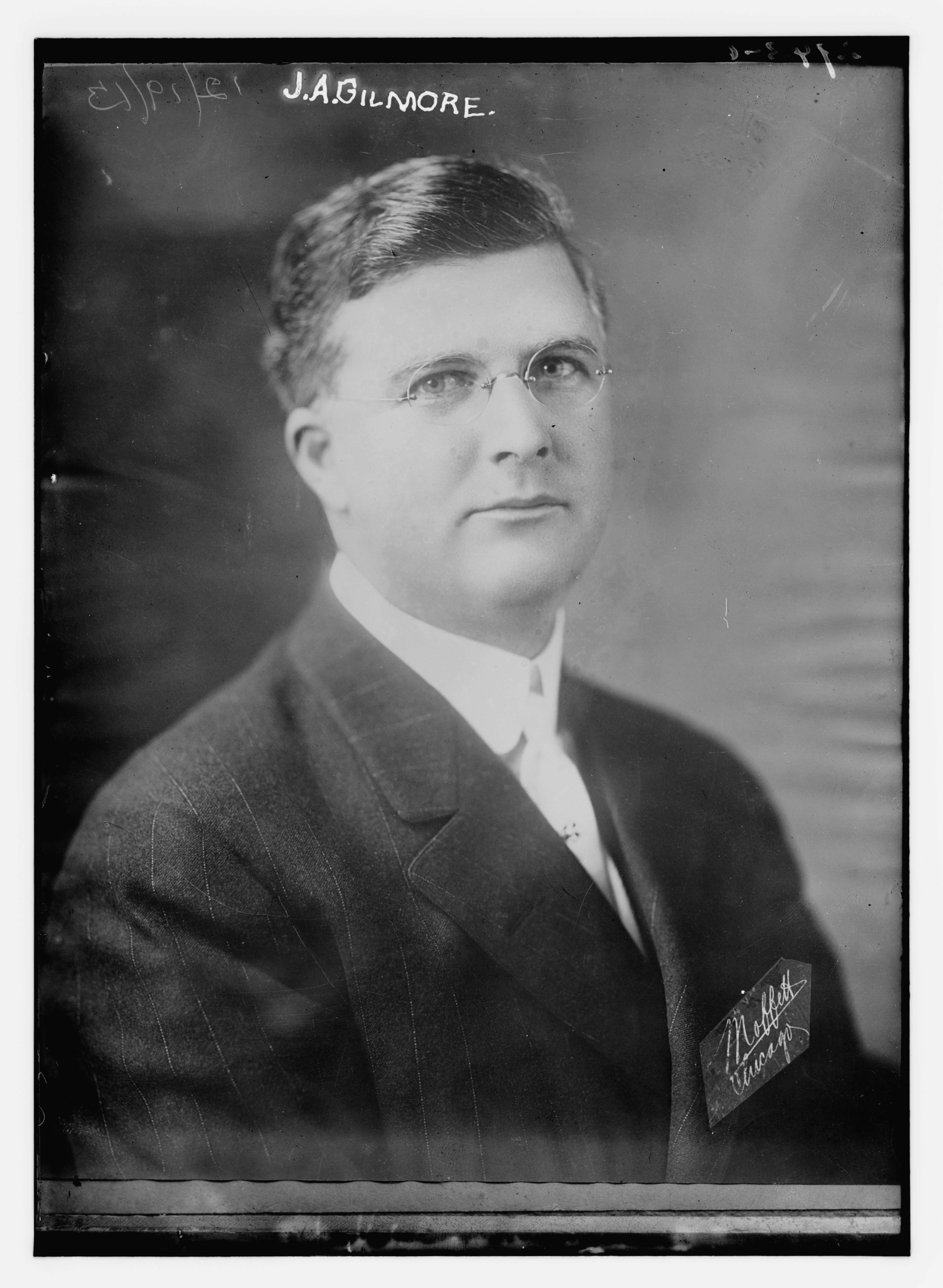
聯邦聯盟的主席詹姆斯·A·吉爾摩

聯邦聯盟棒球俱樂部（英語：Federal League of Base Ball Clubs），簡稱聯邦聯盟，是美國历史上的一個职业棒球聯盟。聯邦聯盟於1913年成立，1914年加入大聯盟系統，以第三個職棒聯盟的名義和美國聯盟、國家聯盟競爭。最後聯邦聯盟在競爭兩年後於1915年迅速解散。
1913年早期，約翰·T·波爾斯組成了聯邦聯盟，此舉大大的改變了大聯盟原有的運作模式。為了能夠和美聯、國聯競爭，聯邦聯盟允許球員不受大聯盟保留條款的拘束。雖然此法快速地吸引球員加盟，但也招受許多批評。除此之外，聯邦聯盟還會用高薪吸引球員加入，讓美國出現了自由球員制度的前身。
1915年球季結束後，美國聯盟和國家聯盟合作打壓，使得聯邦聯盟迅速倒閉。日後還發生了《聯邦聯盟棒球俱樂部訴國家聯盟案》，最後美國法院以休曼法案不適用於大聯盟為由判處邦聯敗訴。雖然聯邦聯盟僅維持兩三年便宣告解散，但其對於棒球界還是有些許貢獻。像是現今小熊隊的瑞格利球場，這座球場是為了聯邦聯盟的球隊芝加哥鯨魚來興建的。最後大聯盟在1968年時宣布承認聯邦聯盟的比賽記錄，在扣除黑人聯盟後，聯邦聯盟也成為美國最後一支獨立運作的職棒聯盟。

## 歷史
1912年，棒球運動促進者約翰·T·波爾斯組成了一個獨立職業棒球聯盟，並命名為哥倫比亞聯盟（Columbian League）。不過其中一位投資客在賽季即將開打時宣布退出，因此造成該聯盟一場比賽都沒打的情況下就直接解散。隔年，不願放棄的波爾斯再次組成新的職棒聯盟。他在芝加哥、克里夫蘭、匹茲堡、印第安納波利斯、聖路易和卡溫頓等地方建立了新的棒球隊。他將這個聯盟命名為聯邦聯盟，並當上了該聯盟的主席。
由於聯邦聯盟並未遵循大聯盟的規範運營，使得他們被大聯盟說是一個「非法職棒聯盟」。當時他們以各種手段惡性向大聯盟和小聯盟的球隊招募球員加盟，並在1913年以6支小聯盟球隊的方式開始他們的第一個賽季。而波爾斯僅擔任一年主席便被詹姆斯·A·吉爾摩給取代其位置。辛克萊石油公司創始人辛克萊、冰塊企業大亨菲爾·鮑爾以及瓦德烘焙公司的董事長喬治·瓦德都加入了聯邦聯盟的投資，創造了聯邦聯盟的巔峰期。
1914年，聯邦聯盟決定和美聯國聯一樣，以8支球隊進行一整年的賽季。他們分別在四座大城市（芝加哥、聖路易、匹茲堡和布魯克林）和四座小城市（巴爾的摩、水牛城、印第安納波利斯和堪薩斯市）組織了棒球隊。跟大聯盟球隊不一樣的是，這些球隊幾乎都有屬於自己的官方球隊暱稱。
基於1914年聯邦聯盟的成功，大聯盟許多球星紛紛決定跳槽。當時參議員隊的王牌投手華特·強森差點就和芝加哥的球隊簽下3年合約。儘管參議員隊後來成功阻止這項交易，不過最終整個大聯盟還是流失了不少好手。其中喬·汀克和摩德凱·布朗甚至還擔任了聯邦聯盟球隊的總教練。
雖然聯邦聯盟沒有季後賽，不過聯盟冠軍的爭奪戰都非常刺激。他們連續2年的聯盟前2名勝差數都不到2場比賽，幾乎都是在例行賽最後一場比賽才分出勝負。
1914年末的休賽季期間，聯邦聯盟的老闆對美國聯盟及國家聯盟提出告訴。當時的聯邦法官蘭迪斯還希望兩邊的職棒聯盟能夠進行和解。但還沒等到訴訟進行，聯邦聯盟就發現自身遭遇了嚴重的財政困難。
1915年球季結束後，美聯國聯合作收購了聯邦聯盟的其中四支球隊。而聖路易㹴犬和芝加哥鯨魚兩隊最終分別併入聖路易布朗和芝加哥小熊。包裝工隊因為沒錢宣布解散，水龜隊拒絕接受其他球隊的報價，仍試圖要重振這支棒球隊，不過最終仍以失敗收場。

## 名人堂選手
以下是曾在聯邦聯盟打球，並入選美國棒球名人堂的選手。此外，賽·揚曾是1913年克里夫蘭綠襪隊的總教練。
| 球員          | 守備位置 | 邦聯球隊                                                 | 入選名人堂年分 |
| ------------- | -------- | -------------------------------------------------------- | -------------- |
| 契夫·班德     | 投手     | 巴爾的摩水龜（1915年）                                   | 1953年         |
| 摩德凱·布朗   | 投手     | 聖路易㹴犬、布魯克林頂點（1914年）、芝加哥鯨魚（1915年） | 1949年         |
| 比爾·麥科克尼 | 三壘手   | 印城印州人（1914年）、紐華克胡椒（1915年）               | 1962年         |
| 艾迪·普朗克   | 投手     | 聖路易㹴犬（1915年）                                     | 1946年         |
| 艾德·勞許     | 中外野手 | 印城印州人（1914年）、紐華克胡椒（1915年）               | 1962年         |
| 喬·汀克       | 游擊手   | 芝加哥鯨魚（1914年–1915年）                              | 1946年         |

## 球隊

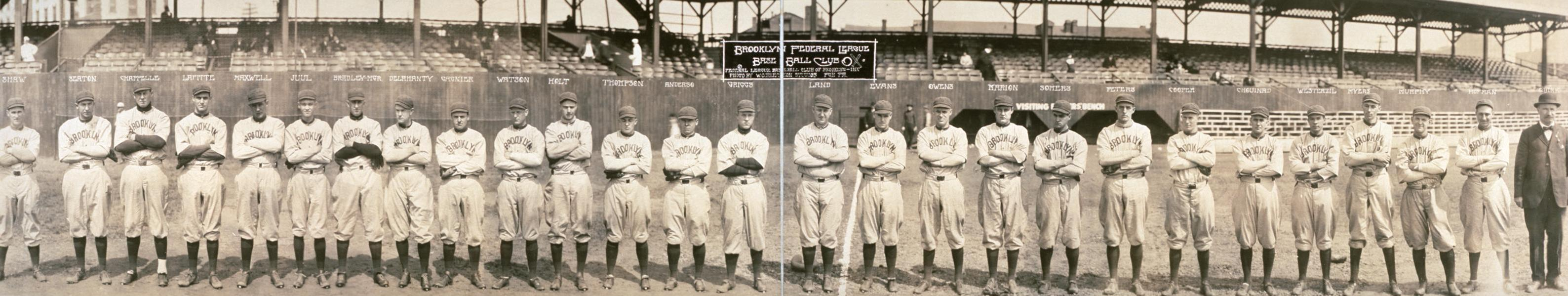
1914年的布魯克林頂點隊。

| 球隊           | 球季        | 備註                                                 |
| -------------- | ----------- | ---------------------------------------------------- |
| 巴爾的摩水龜   | 1914年–15年 |                                                      |
| 布魯克林頂點   | 1914年–15年 |                                                      |
| 水牛城藍人     | 1914年–15年 | 前身稱作水牛城健壯。                                 |
| 芝加哥鯨魚     | 1913年–15年 | 前身稱作芝加哥聯邦人員和芝加哥基利。                 |
| 克里夫蘭綠襪   | 1913年      |                                                      |
| 卡溫頓藍襪     | 1913年      | 前身叫做卡溫頓上校，後來在1913年季中搬遷至堪薩斯市。 |
| 印城印州人     | 1913年–14年 | 1915年搬遷至紐華克。                                 |
| 堪薩斯市包裝工 | 1913年–15年 | 前身稱作卡溫頓藍襪。                                 |
| 紐華克胡椒     | 1915年      | 前身稱作印城印州人。                                 |
| 匹茲堡反叛者   | 1913年–15年 | 前身稱作匹茲堡雪茄。                                 |
| 聖路易㹴犬     | 1913年–15年 |                                                      |

## 結果

### 冠軍

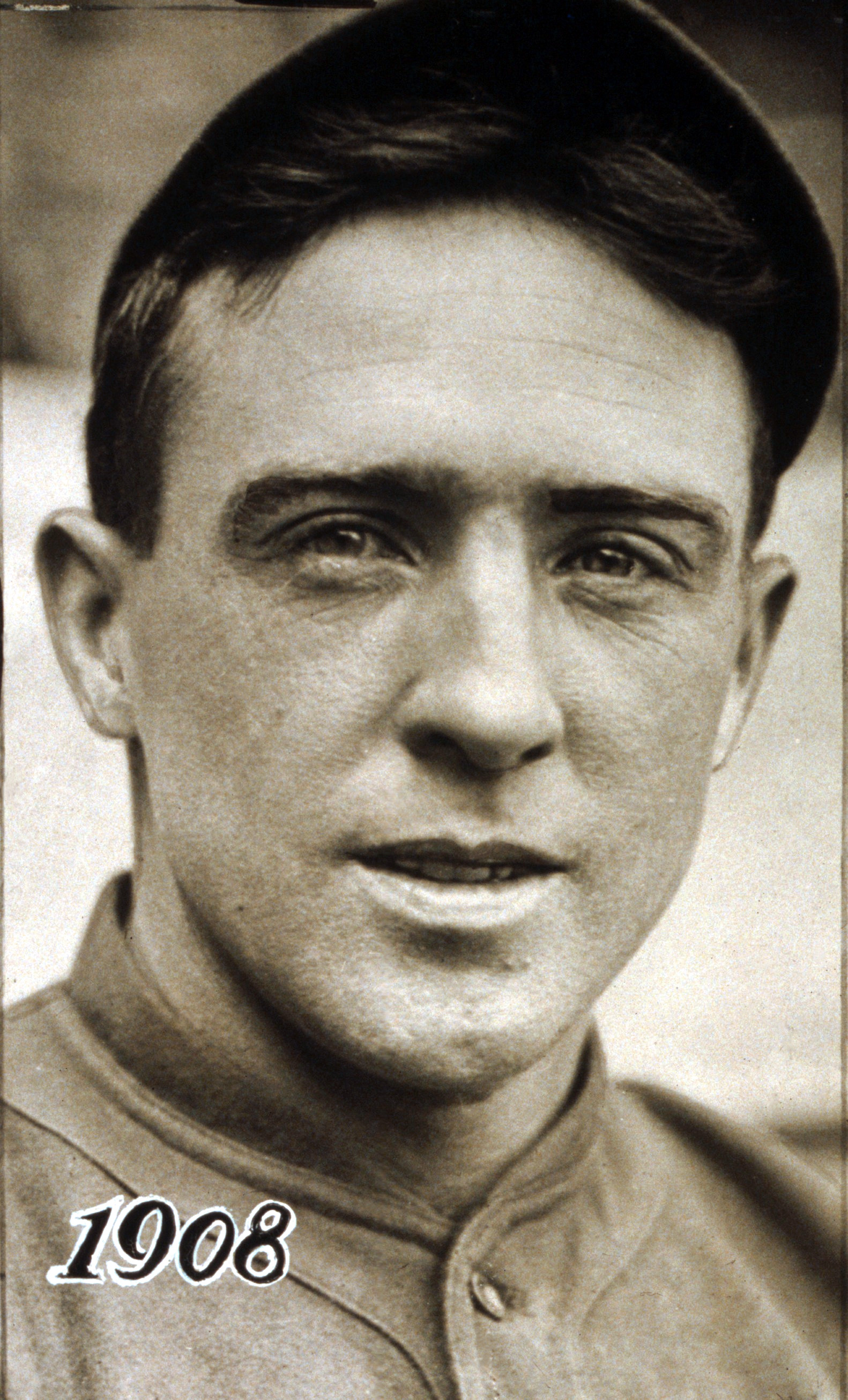
1915年執教鯨魚隊的喬·汀克

該聯盟並沒有季後賽制，因此取例行賽戰績第一為聯盟冠軍。
| 年分   | 球隊       | 戰績  | 總教練        | 位處聯盟 |
| ------ | ---------- | ----- | ------------- | -------- |
| 1913年 | 印城印州人 | 75–45 | 比爾·菲利普斯 | 小聯盟   |
| 1914年 | 印城印州人 | 88–65 | 比爾·菲利普斯 | 大聯盟   |
| 1915年 | 芝加哥鯨魚 | 86–66 | 喬·汀克       | 大聯盟   |

### 排名

#### 1913年
| 聯邦聯盟                  | 勝 | 敗 | 勝率  | 勝差 |
| ------------------------- | -- | -- | ----- | ---- |
| 印城印州人                | 75 | 45 | 0.625 | —    |
| 克里夫蘭綠襪              | 64 | 54 | 0.542 | 10   |
| 聖路易㹴犬                | 59 | 60 | 0.496 | 15½  |
| 芝加哥基利                | 57 | 62 | 0.479 | 17½  |
| 卡溫頓藍襪/堪薩斯市包裝工 | 53 | 65 | 0.449 | 21   |
| 匹茲堡菲律賓人            | 49 | 71 | 0.408 | 26   |

註:
- 1913年，聯邦聯盟以小聯盟形式經營。

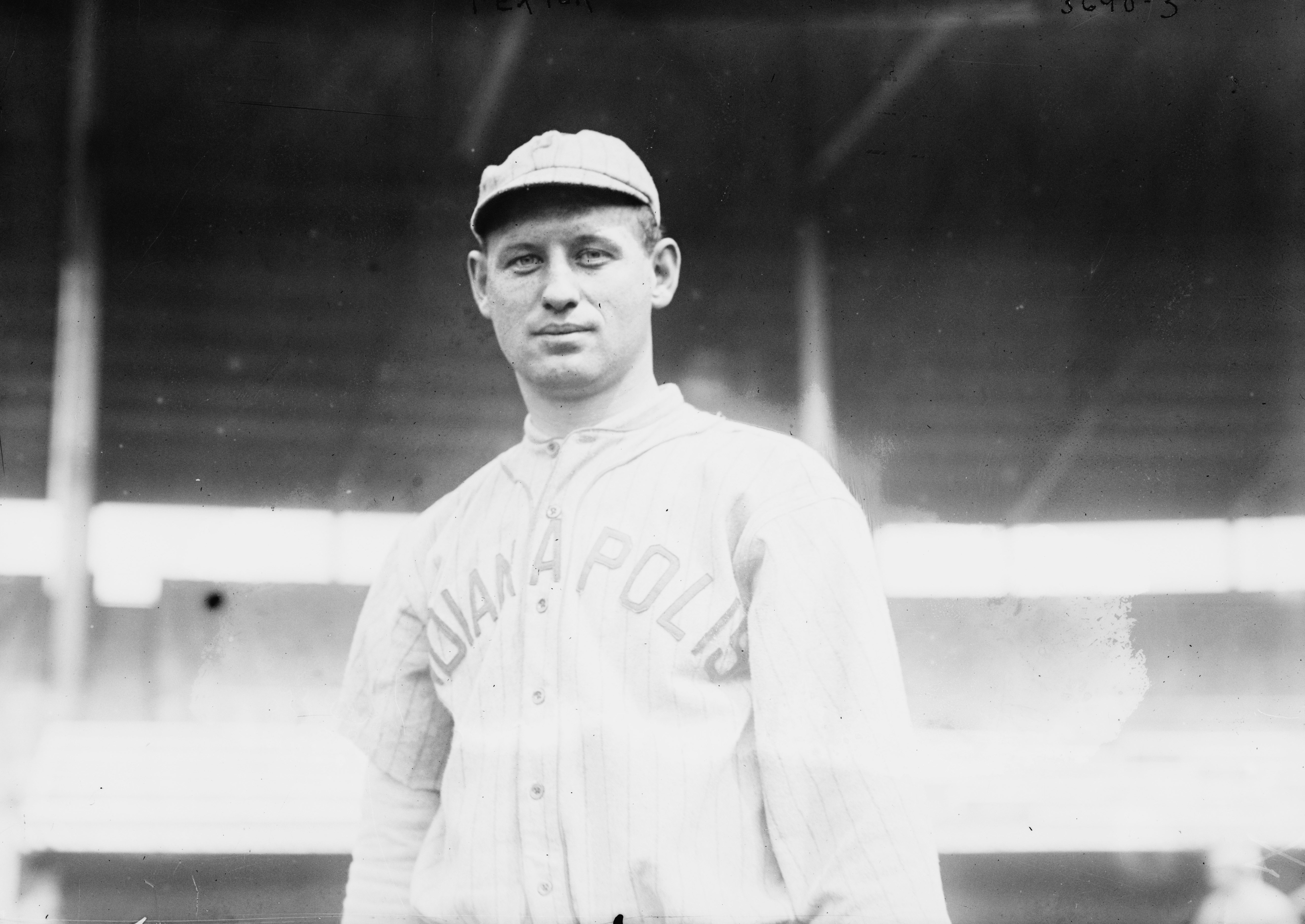
1913年在印城印州人出賽的喬治·泰克斯特

- 在拿下21勝20敗後，卡溫頓的球隊在6月26日搬至堪薩斯市。

來源: 

#### 1914年
| 聯邦聯盟       | 勝 | 敗 | 勝率 | 勝差 |
| -------------- | -- | -- | ---- | ---- |
| 印城印州人     | 88 | 65 | .575 | —    |
| 芝加哥聯邦人員 | 87 | 67 | .565 | 1.5  |
| 巴爾的摩水龜   | 84 | 70 | .545 | 4.5  |
| 水牛城健壯     | 80 | 71 | .530 | 7    |
| 布魯克林頂點   | 77 | 77 | .500 | 11.5 |
| 堪薩斯市包裝工 | 67 | 84 | .444 | 20   |
| 匹茲堡反叛者   | 64 | 86 | .427 | 22.5 |
| 聖路易㹴犬     | 62 | 89 | .411 | 25   |

#### 1915年
| 聯邦聯盟       | 勝 | 敗  | 勝率 | 勝差 |
| -------------- | -- | --- | ---- | ---- |
| 芝加哥鯨魚     | 86 | 66  | .566 | —    |
| 聖路易㹴犬     | 87 | 67  | .565 | —    |
| 匹茲堡反叛者   | 86 | 67  | .562 | 1.5  |
| 堪薩斯市包裝工 | 81 | 72  | .529 | 5.5  |
| 紐華克胡椒     | 80 | 72  | .526 | 6    |
| 水牛城藍人     | 74 | 78  | .487 | 12   |
| 布魯克林頂點   | 70 | 82  | .461 | 16   |
| 巴爾的摩水龜   | 47 | 107 | .305 | 40   |

## 外部連結
- 聯邦聯盟球隊列表 （页面存档备份，存于）